# Текачево
Текачево (словен. Tekačevo) — поселення в общині Рогашка Слатина, Савинський регіон, Словенія. Висота над рівнем моря: 268 м.